# Tour of California 2016
Tour of California 2016 var den 11. udgave af cykelløbet Tour of California, et otte-dages etapeløb, der dette år var på i alt 1.253,8 km. Løbet blev kørt i perioden 15. – 22. maj 2016 i Californien. Julian Alaphilippe blev den samlede vinder af løbet.

## Hold og ryttere
| UCI WorldTeams (10)- Tinkoff - Etixx-Quick Step - Sky - Dimension Data - Katusha - BMC Racing Team - Cannondale - Trek-Segafredo - Giant-Alpecin - Lotto NL-Jumbo UCI Professionelle kontinentalthold (3)- Direct Énergie - UnitedHealthcare - Team Novo Nordisk UCI Kontinentalhold (5)- Wiggins - Axeon-Hagens Berman - Jelly Belly-Maxxis - Holowesko-Citadel-Hincapie Sportswear - Rally Cycling |
| |

### Danske ryttere
- Michael Mørkøv kørte for Team Katusha
- Søren Kragh Andersen kørte for Team Giant-Alpecin

## Etaperne
| Etape    | Dato    | Start – Mål                                 | type              | Afstand (km) | Etapevinder        | Førende rytter     |
| -------- | ------- | ------------------------------------------- | ----------------- | ------------ | ------------------ | ------------------ |
| 1. etape | 15. maj | San Diego – San Diego                       | kuperet etape     | 175          | Peter Sagan        | Peter Sagan        |
| 2. etape | 16. maj | South Pasadena – Santa Clarita              | middel bjergetape | 148,5        | Ben King           | Ben King           |
| 3. etape | 17. maj | Thousand Oaks – Santa Barbara County        | bjergetape        | 167,5        | Julian Alaphilippe | Julian Alaphilippe |
| 4. etape | 18. maj | Morro Bay – WeatherTech Raceway Laguna Seca | kuperet etape     | 217          | Peter Sagan        | Julian Alaphilippe |
| 5. etape | 19. maj | Lodi – South Lake Tahoe                     | middel bjergetape | 212          | Toms Skujiņš       | Julian Alaphilippe |
| 6. etape | 20. maj | Folsom – Folsom                             | enkeltstart       | 20,3         | Rohan Dennis       | Julian Alaphilippe |
| 7. etape | 21. maj | Santa Rosa – Santa Rosa                     | kuperet etape     | 175,5        | Alexander Kristoff | Julian Alaphilippe |
| 8. etape | 22. maj | Sacramento – Sacramento                     | flad etape        | 138          | Mark Cavendish     | Julian Alaphilippe |

## Trøjernes fordeling gennem løbet
| Etape  | Vinder             | Førertrøjen        | Ungdomstrøjen     | Bjergtrøjen  | Sprinttrøjen | Mest angrebsivrige | Holdkonkurrencen |
| ------ | ------------------ | ------------------ | ----------------- | ------------ | ------------ | ------------------ | ---------------- |
| 1      | Peter Sagan        | Peter Sagan        | Dylan Groenewegen | Oscar Clark  | Peter Sagan  | Jacob Rathe        | UnitedHealthcare |
| 2      | Ben King           | Ben King           | Daniel Eaton      | Evan Huffman | Peter Sagan  | Will Barta         | Cannondale       |
| 3      | Julian Alaphilippe | Julian Alaphilippe | Neilson Powless   | Evan Huffman | Peter Sagan  | Gregory Daniel     | BMC Racing Team  |
| 4      | Peter Sagan        | Julian Alaphilippe | Neilson Powless   | Evan Huffman | Peter Sagan  | Mark Cavendish     | BMC Racing Team  |
| 5      | Toms Skujiņš       | Julian Alaphilippe | Neilson Powless   | Evan Huffman | Peter Sagan  | Toms Skujiņš       | BMC Racing Team  |
| 6      | Rohan Dennis       | Julian Alaphilippe | Neilson Powless   | Evan Huffman | Peter Sagan  | ikke uddelt        | BMC Racing Team  |
| 7      | Alexander Kristoff | Julian Alaphilippe | Neilson Powless   | Evan Huffman | Peter Sagan  | Peter Sagan        | BMC Racing Team  |
| 8      | Mark Cavendish     | Julian Alaphilippe | Neilson Powless   | Evan Huffman | Peter Sagan  | Toms Skujiņš       | BMC Racing Team  |
| Samlet | Samlet             | Julian Alaphilippe | Neilson Powless   | Evan Huffman | Peter Sagan  | ikke uddelt        | BMC Racing Team  |

## Resultater
|    | Rytter                | Hold                | Tid      |
| -- | --------------------- | ------------------- | -------- |
| 1  | Julian Alaphilippe    | Etixx-Quick Step    | 31:47.50 |
| 2  | Rohan Dennis          | BMC Racing Team     | + 0.21   |
| 3  | Brent Bookwalter      | BMC Racing Team     | + 0.43   |
| 4  | Andrew Talansky       | Cannondale          | + 0.52   |
| 5  | Lawson Craddock       | Cannondale          | + 1.22   |
| 6  | Samuel Sánchez        | BMC Racing Team     | + 1.22   |
| 7  | George Bennett        | Team LottoNL-Jumbo  | + 1.50   |
| 8  | Jurgen Van den Broeck | Team Katusha        | + 1.53   |
| 9  | Neilson Powless       | Axeon Hagens Berman | + 1.57   |
| 10 | Laurens ten Dam       | Team Giant-Alpecin  | + 2.13   |